# وزملي (سقز)
قرية وزملي (بالكردية: وزمەڵی) هي إحدى القرى التابعة لـمیره دیه في ريف قسم مركزي من مقاطعة سقز، في محافظة كردستان الإيرانية.

## السكان
حسب إحصاءات سنة 2006، بلغ إجمالي السكان في وزملي 253 نسمة وعدد المساكن 45 مسكن. لغة سكان وزملي هي اللغة الكردية و هم من أهل السنة والجماعة والمذهب الشافعي.